# Tramwaje w La Guaira
Tramwaje w La Guaira − zlikwidowany system komunikacji tramwajowej w wenezuelskim mieście La Guaira, działający w latach 1884−1932.

## Historia
Pozwolenie na budowę linii tramwajowej łączącej miasto Maiquetía z Macuto przez La Guaira wydano 24 listopada 1883. Linię otwarto w 1884. Linia tramwajowa o długości 8 km miała rozstaw szyn wynoszący 914 mm. Do obsługi linii posiadano 3 parowozy, które były dzierżawione od La Guaira Harbour Corporation. Operatorem linii była spółka Ferrocarril de Maiquetía a Macuto. W 1912 operator linii został wykupiony przez La Guaira Harbour Corporation. W 1913 rozpoczęto elektryfikację linii, a do jej obsługi zakupiono 2 czteroosiowe tramwaje. Wagony wyprodukowała firma J. G. Brill Co. z Filadelfii. Otwarcie zelektryfikowanej linii nastąpiło 9 maja 1914. W 1916 zamówiono trzeci wagon. W 1922 wybudowano linię z Los Pipotes wzdłuż Calle Real do Plaza Lourdes w Maiquetía. W 1924 zbudowano we własnym zakresie czwarty wagon silnikowy. W 1925 linię obsługiwały 4 tramwaje silnikowe i 4 doczepne. W 1929 zamówiono 2 nowe tramwaje. Rok później zakupiono kolejne dwa nowe tramwaje silnikowe. Wówczas linię obsługiwało 8 wagonów silnikowych o nr od 1 do 8 oraz 4 wagony doczepne. W latach 30. XX w. znacznie staniała benzyna co spowodowało odejście pasażerów od tramwajów. W 1931 tramwajami przewieziono 1,646,676 pasażerów, a w 1932 już tylko 1,039,128. Dodatkowo operator zaczął mieć kłopoty finansowe, które także przyczyniły się do zamknięcia linii tramwajowej 9 listopada 1932. 